# 大空出版
株式会社大空出版（おおぞらしゅっぱん）は、日本の出版社。

## 会社概要
- 本社： 東京都千代田区神田神保町3-10-2 共立ビル8F

## 沿革
- 2000年4月 - 神田神保町に有限会社 大空出版を設立。
- 角川書店『東京ウォーカー』『横浜ウォーカー』、東京ニュース通信社『B.L.T.』、毎日新聞社のムックなどを手がける編集プロダクションとして業務をスタート